# Veľké Straciny
Veľké Straciny (węg. Nagyhalom, do 1899 Nagy-Sztraczin) – wieś (obec) na Słowacji położona w kraju bańskobystrzyckim, w powiecie Veľký Krtíš. Pierwsze wzmianki o miejscowości pochodzą z 1236 roku.
Według danych z dnia 31 grudnia 2012 roku, wieś zamieszkiwały 182 osoby, w tym 90 kobiet i 92 mężczyzn.
W 2001 roku rozkład populacji względem narodowości i przynależności etnicznej wyglądał następująco:
- Słowacy – 97,56%
- Czesi – 1,22%
- Węgrzy – 1,22%

Ze względu na wyznawaną religię struktura mieszkańców kształtowała się w 2001 roku następująco:
- Katolicy rzymscy – 37,2%
- Ewangelicy – 58,54%
- Ateiści – 4,27%